# Clinocera chilamche
Clinocera chilamche är en tvåvingeart som beskrevs av Smith 1965. Clinocera chilamche ingår i släktet Clinocera och familjen dansflugor.
Artens utbredningsområde är Nepal. Inga underarter finns listade i Catalogue of Life.